# 帕爾系統生活協同組合聯合會
帕爾系統生活協同組合聯合會（日语：／），是以日本首都圈為中心的大型消費生活協同組合聯合會，總部位於東京都新宿區。加盟組合員總數約193萬人，總營收2,219億日元。主要營業項目為食品為中心的商品供應事業，並向共濟、保險事業、福利事業擴展。

## 概述
事業區域是以首都圈為中心的1都11縣，包括東京都、宮城縣、福島縣、茨城縣、櫪木縣、群馬縣、埼玉縣、千葉縣、神奈川縣、新潟縣、山梨縣、靜岡縣。
帕爾系統原文為「帕爾系統」，是源自英語的「pal」（朋友、夥伴）和「system」（系統）的日語新詞。
有別於一般企業為了與超市競爭而追求低價路線，帕爾系統有其獨特的基準，遵循少添加劑、少農藥、產地直接連結等概念。
該組合使用繪有形象角色牛“根釧君”的送貨卡車四處運送產品，並進行宣傳。同時專注於互聯網訂購系統和應用程式開發，截至2017年3月底，名為“線上帕爾”的互聯網訂購系統註冊人數為42萬。

## 歷史
1977年，「首都圏生活協同組合事業連絡会議」創立。1987年，名称変更為「首都圏公司事業聯合」。1990年2月9日，「生活協同組合聯合会首都圈公司事業聯合」法人改組。2004年2月1日，以牛圖案的「根釧君」角色設定，開始強調「帕爾系統」品牌事業。2005年9月，名称変更為「帕爾系統生活協同組合聯合会」。

## 食品安全管控
福島第一核電站事故引起的放射性物質帕爾系統應對政策說：“我們將要求政府修改暫定基準值，並可以依據不同的產品組自訂基準”，以及來自東北和關東的食品 送到自主檢查機構，檢查結果發佈在網站上。

## 加盟生協
- 生活協同組合帕爾系統東京（本部：東京都新宿区）※旧称：生活協同組合東京マイコープ
- 生活協同組合帕爾系統神奈川（本部：神奈川縣横滨市）
- 生活協同組合帕爾系統埼玉（本部：埼玉縣蕨市）※旧称：生活協同組合ドゥコープ
- 埼玉縣勤勞者生活協同組合（本部：埼玉縣川口市）
- 生活協同組合帕爾系統千葉（本部：千葉縣船橋市）※旧称：生活協同組合エル
- 生活協同組合帕爾系統茨城（本部：茨城縣水戶市）※旧称：生活協同組合ハイコープ
- 生活協同組合帕爾系統山梨（本部：山梨縣甲府市）※旧称：生活協同組合コープやまなし
- 生活協同組合帕爾系統群馬（本部：群馬縣高崎市）
- 生活協同組合帕爾系統福島（本部：福島縣磐城市）※旧称：磐城市民生活協同組合
- 生活協同組合帕爾系統静岡（本部：静岡縣駿東郡長泉町）（2007年8月加盟）